# Championnat d'Italie de football de deuxième division 1945-1946
 (juin 2025).
Si vous disposez d'ouvrages ou d'articles de référence ou si vous connaissez des sites web de qualité traitant du thème abordé ici, merci de compléter l'article en donnant les références utiles à sa vérifiabilité et en les liant à la section « Notes et références ».
Navigation
Édition précédente Édition suivante
La saison 1945-1946 de deuxième division est organisée par la fédération d'Italie du Nord après deux années sans compétition à cause de la guerre. Après la Seconde Guerre mondiale le pays est en ruine, certains clubs n'existent plus. Pour recommencer le football on décide en Italie du Nord de fusionner les clubs de Serie B et Serie C, le championnat non reconnu comme un championnat de Serie B mais néanmoins officiel est réparti sur trois zones géographiques.
Les clubs de l'Italie du Sud étant moins nombreux sont conviés à disputer le championnat de première division dans le Groupe Sud (Divisione Nazionale).

## Déroulement de la saison
Lors de la dernière saison avant la guerre, l'Italie du Nord comptait 12 clubs en Serie B, plus trois clubs promus. Varèse Calcio fait partie des promus mais la ville connaît de grands dommages de guerre, le club reçoit un report de promotion et intègrera la Serie B pour la saison 1946-1947. Vingt-cinq clubs de Serie C sont conviés à participer au championnat.
Le championnat est réparti en trois poules de 12 équipes qui s'affrontent deux fois, après cette première phase les deux premiers de poule se retrouvent dans un championnat pour jouer le titre, le vainqueur est promu en Serie A.
Les derniers de poule sont relégués en Serie C.

## Poule A
Deux clubs de Serie B et deux clubs réadmis en Serie B sont rejoints par huit clubs de Serie C dans cette poule de l'Italie du Nord-Ouest. Spezia Calcio avait fait une demande pour intégrer la Serie A, après le refus de la fédération le club joue en ligue régionale, c'est Ausonia La Spezia qui prend sa place cette saison, Spezia Calcio reviendra en Serie B la prochaine saison.

### Classement
| Rang | Équipe            | Pts | J  | G  | N | P  | Bp | Bc | Diff |
| ---- | ----------------- | --- | -- | -- | - | -- | -- | -- | ---- |
| 1    | Alexandrie        | 30  | 22 | 13 | 4 | 5  | 42 | 19 | +23  |
| 2    | Vigevano P        | 30  | 22 | 12 | 6 | 4  | 26 | 13 | +13  |
| 3    | Pro Verceil P     | 27  | 22 | 11 | 5 | 6  | 32 | 23 | +9   |
| 4    | Plaisance P       | 26  | 22 | 12 | 2 | 8  | 44 | 36 | +8   |
| 5    | Novare Calcio     | 24  | 22 | 9  | 6 | 7  | 23 | 15 | +8   |
| 6    | Casale P          | 24  | 22 | 10 | 4 | 8  | 35 | 27 | +8   |
| 7    | Biellese P        | 21  | 22 | 8  | 5 | 9  | 31 | 28 | +3   |
| 8    | Vogherese P       | 21  | 22 | 7  | 7 | 8  | 31 | 33 | -2   |
| 9    | Sestrese P        | 20  | 22 | 8  | 4 | 10 | 30 | 40 | -10  |
| 10   | AC Savone         | 17  | 22 | 6  | 5 | 11 | 28 | 39 | -11  |
| 11   | Ausonia La Spezia | 12  | 22 | 3  | 6 | 13 | 14 | 38 | -24  |
| 12   | Cuneo P           | 12  | 22 | 4  | 4 | 14 | 18 | 43 | -25  |

|  | Qualification pour la phase finale |
|  | Relégation en Serie C              |

Note :
PClubs de Serie C admis dans le championnat
Victoire à 2 points

## Poule B
Trois clubs de Serie B et neuf clubs de Serie C forment cette poule.

### Classement
| Rang | Équipe        | Pts | J  | G  | N | P  | Bp | Bc | Diff |
| ---- | ------------- | --- | -- | -- | - | -- | -- | -- | ---- |
| 1    | US Cremonese  | 33  | 22 | 12 | 9 | 1  | 39 | 11 | +28  |
| 2    | Pro Patria    | 28  | 22 | 10 | 8 | 4  | 34 | 21 | +13  |
| 3    | Lecco P       | 27  | 22 | 9  | 9 | 4  | 28 | 18 | +10  |
| 4    | Legnano P     | 26  | 22 | 9  | 8 | 5  | 36 | 28 | +8   |
| 5    | Côme P        | 24  | 22 | 9  | 6 | 7  | 31 | 22 | +9   |
| 6    | Crema P       | 23  | 22 | 8  | 7 | 7  | 32 | 25 | +7   |
| 7    | Fanfulla      | 21  | 22 | 8  | 5 | 9  | 28 | 37 | -9   |
| 8    | Pro Sesto P   | 19  | 22 | 6  | 7 | 9  | 20 | 21 | -1   |
| 9    | Seregno P     | 18  | 22 | 8  | 2 | 12 | 23 | 33 | -10  |
| 10   | Gallaratese P | 16  | 22 | 4  | 8 | 10 | 18 | 29 | -11  |
| 11   | Mantoue P     | 16  | 22 | 6  | 4 | 12 | 22 | 42 | -20  |
| 12   | Trento P      | 13  | 22 | 4  | 5 | 13 | 17 | 41 | -24  |

|  | Qualification pour la phase finale |
|  | Relégation en Serie C              |

Note :
PClubs de Serie C admis dans le championnat
Victoire à 2 points

## Poule C
Un club de Serie B et un club réadmis en Serie B sont rejoints par dix clubs de Serie C dans cette poule du Nord-Est de l'Italie.

### Classement
| Rang | Équipe           | Pts | J  | G  | N  | P  | Bp | Bc | Diff |
| ---- | ---------------- | --- | -- | -- | -- | -- | -- | -- | ---- |
| 1    | Calcio Padoue    | 29  | 22 | 11 | 7  | 4  | 35 | 18 | +17  |
| 2    | Reggiana P       | 29  | 22 | 11 | 7  | 4  | 32 | 19 | +13  |
| 3    | Parme P          | 28  | 22 | 12 | 4  | 6  | 36 | 20 | +16  |
| 4    | Hellas Vérone P  | 28  | 22 | 11 | 6  | 5  | 34 | 22 | +12  |
| 5    | Suzzara P        | 26  | 22 | 11 | 4  | 7  | 25 | 18 | +7   |
| 6    | Trévise P        | 23  | 22 | 9  | 5  | 8  | 30 | 28 | +2   |
| 7    | Pro Gorizia P    | 22  | 22 | 7  | 8  | 7  | 26 | 24 | +2   |
| 8    | Cesena P         | 20  | 22 | 5  | 10 | 7  | 29 | 24 | +5   |
| 9    | S.P.A.L. P       | 20  | 22 | 6  | 8  | 8  | 29 | 28 | +1   |
| 10   | Udinese Calcio   | 18  | 22 | 6  | 6  | 10 | 21 | 32 | -11  |
| 11   | Forlì e Liberi P | 13  | 22 | 4  | 5  | 13 | 21 | 48 | -27  |
| 12   | Panigale P       | 8   | 22 | 2  | 4  | 16 | 19 | 56 | -37  |

|  | Qualifié pour la phase finale |
|  | Relégation en Serie C         |

Note :
PClubs de Serie C admis dans le championnat
Victoire à 2 points

## Phase finale
Le classement de la phase finale de la deuxième division italienne 1945-1946 est :
| Rang | Équipe        | Pts | J  | G | N | P | Bp | Bc | Diff |
| ---- | ------------- | --- | -- | - | - | - | -- | -- | ---- |
| 1    | Alexandrie    | 15  | 10 | 7 | 1 | 2 | 21 | 6  | +15  |
| 2    | Pro Patria    | 11  | 10 | 4 | 3 | 3 | 10 | 6  | +4   |
| 3    | Vigevano P    | 10  | 10 | 4 | 2 | 4 | 11 | 11 | 0    |
| 4    | Reggiana P    | 9   | 10 | 4 | 1 | 5 | 8  | 13 | -5   |
| 5    | US Cremonese  | 8   | 10 | 3 | 2 | 5 | 7  | 12 | -5   |
| 6    | Calcio Padoue | 7   | 10 | 3 | 1 | 6 | 10 | 19 | -9   |

|  | Promu en Serie A |

Note :
PClubs de Serie C admis dans le championnat
Victoire à 2 points